# Maria Leitner
Ne pas confondre avec Maria Leitner, journaliste italienne (1960-)
Pour les articles homonymes, voir Leitner (homonymie).
Maria Leitner, née le 19 janvier 1892 à Varaždin, en Autriche-Hongrie, aujourd'hui en Croatie, et morte le 14 mars 1942 en exil à Marseille est une écrivaine et journaliste hongroise de langue allemande.

## Biographie

### Jeunesse
Maria Leitner naît à Varaždin, ville qui faisait partie de la Hongrie à l'intérieur de l'empire austro-hongrois. En 1896 sa famille s'installe à Budapest. À partir de 1913, elle travaille pour le journal Az Est (« Le soir »). En 1920, elle doit fuir la Hongrie vers l'Allemagne en raison de ses activités politiques de gauche.

### Allemagne
En Allemagne elle écrit pour divers journaux et des livres reportages pour la maison d'édition Ullstein. Dans son ouvrage Hotel Amerika, elle décrit l'Amérique pauvre de l'intérieur. Pour cela, elle se fait embaucher comme femme de ménage dans des hôtels de luxe. Son œuvre se rattache ainsi au courant littéraire de la Neue Sachlichkeit (« Nouvelle Objectivité »), en vogue dans la République de Weimar.

### Exil et fin
En 1933, date de l'arrivée au pouvoir des Nazis, Maria Leitner, juive et révolutionnaire, émigre d'Allemagne et s'exile. Ses ouvrages sont interdits de publication dans l'Allemagne nazie. Elle gagne sa vie en écrivant dans la revue anti-nazie Das Wort publiée à Moscou. En 1940, elle est en France et comme nombre d'exilés venus d'Allemagne, elle est internée, au camp de Gurs. Elle parvient à s'échapper mais ne peut quitter la France.  En juillet 1940, elle écrit une lettre au prince Hubertus Prinz zu Löwenstein-Wertheim-Freudenberg, fondateur de l'American Guild for German Cultural Freedom. A la fin du mois de novembre 1941, alors qu'elle est dans les bureaux de l'Emergency Rescue Committee, elle fait une crise d'angoisse. L'équipe est contrainte de la faire interner dans un asile d'aliénés. Daniel Bénédite écrit à son sujet un courrier à Varian Fry, daté du 11 décembre 1941 : 
"Nous ne l'avons pas vue ces deux dernières semaines et nous supposons qu'elle doit avoir été arrêtée quelque part avant que nous ne soyons capables de prendre les mesures nécessaires." 
Les conditions de sa mort sont peu claires. Il se peut qu'elle soit morte de faim, isolée dans Marseille.

## Ouvrages
- 1930, Hotel Amerika, roman-reportage
- 1932, Eine Frau reist durch die Welt, reportage
- 2013, Mädchen mit drei Namen. Reportagen aus Deutschland und ein Berliner Roman, 1928-1933, Berlin, AvivA Verlag
- 2014, Elisabeth, ein Hitlermädchen. Ein Roman und Reportagen (1934-1939), Berlin, AvivA Verlag

## Sources
- (de) Wilhelm Sternfeld, Eva Tiedemann, 1970, Deutsche Exil-Litteratur 1933-1945 deuxième édition augmentée, Heidelberg, Verlag Lambert Schneider.
- (de) Volker Weidermann, 2009, Das Buch der verbrannten Bücher, btb-verlag
- (de) Chronologie de la vie de Maria Leitner au Frauen-Kultur-Archiv.